# Brimsen

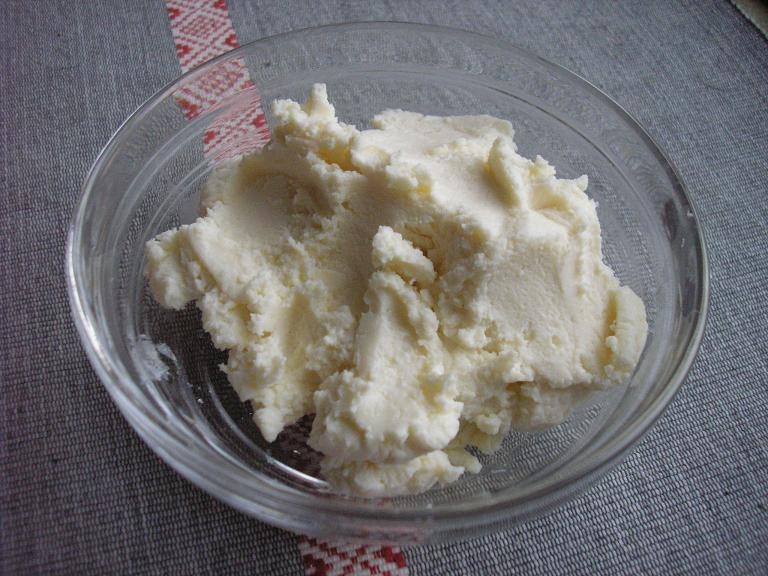
Eine Schüssel mit Brimsen

Brimsen (polnisch und slowakisch bryndza) ist ein gesalzener Frischkäse aus Schafmilch, der heute vor allem in der Slowakei, Polen, der Ukraine und Rumänien hergestellt wird.

## Herkunft und Bezeichnung
Der Brimsenkäse ist eine Spezialität aus den Karpaten. Er stammt ursprünglich aus Siebenbürgen und gelangte zwischen dem 14. und 17. Jahrhundert, vermutlich im Zuge der Besiedelung der Nordslowakei durch Walachen, in die Slowakei. Der erste industrielle Betrieb für die Herstellung wurde 1787 im mittelslowakischen Detva gegründet. Seitdem wird er in der Slowakei hergestellt und hat sich in die benachbarten Gebiete ausgebreitet.
Das Wort bryndza wurde von den slawischen Sprachen aus dem rumänischen brânză (überliefert als brençe aus dem Jahre 1356) im Sinne von „rumänischer Käse“ (caseus vlachiscus) entliehen.

## Herstellung
Für den traditionellen Brimsen verwendet man reine Schafmilch. Bei anderen Sorten ist er zum Teil auch aus Kuhmilch. Die Herstellung von Brimsen ist mit der von Quark vergleichbar. Im Unterschied dazu wird er gesalzen und in kleine Holzfässer gefüllt.
Unter Hinzufügung von Lab wird das Gemisch in einem Käsekessel zum Gerinnen gebracht. Der Bruch wird sofort zu einem Klumpen geballt und in Tücher eingeschlagen, die zum Abtropfen aufgehängt werden. Anschließend wird die Bruchmasse geknetet, gesalzen und zerkleinert. Die Masse kommt in Holzfässern in einen feuchten und kühlen Raum zum Reifen. Für den Brimsenkäse bedeutet Reife, wenn er streichfähig (salbenartig) geworden ist und seinen typischen pikanten Geschmack erhalten hat. Brimsen wird nur während einiger Monate (März bis September) des Jahres hergestellt und angeboten. Seine Haltbarkeit ist wie bei jedem Frischkäse begrenzt, Liebhaber schätzen ihn allerdings auch in gereiftem Zustand.

## Verwendung

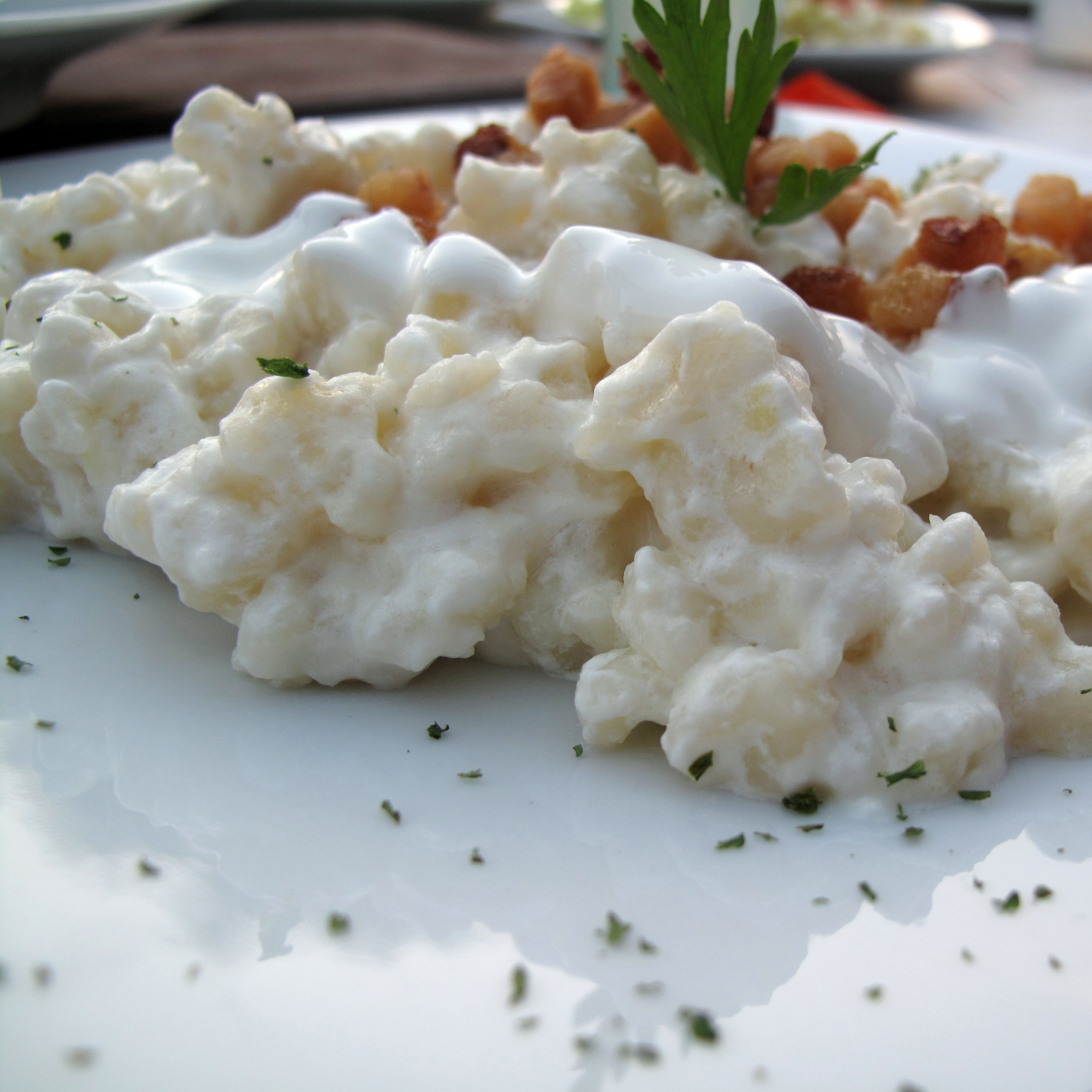
Slowakische Brimsennocken

Brimsen ist eine wesentliche Zutat für echten Liptauer und für Brimsennocken (bryndzové halušky), das slowakische Nationalgericht.
In Rumänien ist ein ähnlicher Schafskäse bekannt, dort wird er etwa in Siebenbürgen unter anderem zum Gratinieren von Nudeln (Pranz geschniddan Diech) oder Polenta (Paleckes mat Pranz) verwendet.

## Geschützte Herkunftsbezeichnung
Sowohl in der Slowakei als auch in Polen ist der Brimsen als slovenská bryndza bzw. als Bryndza Podhalańska von der EU-Kommission mit ihrer Geschützten Herkunftsbezeichnung eingetragen.